# Fallward
Koordinaten: 53° 38′ 55″ N, 8° 32′ 7″ O
Die Fallward ist eine ehemalige Dorfwurt im Land Wursten, Landkreis Cuxhaven. Bekannt ist sie vor allem durch das nahe gelegene und nach ihr benannte altsächsische Gräberfeld an der Fallward.

## Die Wurt
Die Fallward liegt etwa 2 km südlich der bekannten Wurtensiedlung Feddersen Wierde auf dem Strandwall der Unterweser in der Wesermarsch. Wie die benachbarten Wurten wurde sie als Siedlung in der Ebene gegründet und erst beim Meeresspiegelanstieg im 1./2. Jahrhundert n. Chr. nach und nach zu einem Wurtenhügel ausgebaut. Wegen zunehmender Sturmfluten musste auch die Fallward im 5. Jahrhundert wieder aufgegeben werden.

## Gräberfelder an der Fallward
Die beiden Gräberfelder befinden sich etwa 200 m nördlich der Wurt Fallward, deren Bewohner im Gräberfeld bestattet sein dürften. Der erste Hinweis auf die Gräber war eine im Zuge der archäologischen Landesaufnahme in Niedersachsen entdeckte, einzelne Scherbe. Nach weiteren Lesefunden in den 1980er Jahren konnte 1993 bis 1998 der Friedhof aus dem 4. und 5. Jahrhundert n. Chr. durch Ausgrabungen archäologisch untersucht werden. Die Lage der Gräber, die sich teilweise in feuchten Marschschichten befanden, bot außergewöhnliche 
Erhaltungsbedingungen für organisches Material, vor allem für Holz. Daher konnten aus den verschiedenen Gräbern ansonsten selten erhaltene Holzgefäße und Möbelstücke geborgen werden. Die Funde sind im Museum Burg Bederkesa ausgestellt.